# نويل باربر
نويل باربر (بالإنجليزية: Noel Barber)‏ (9 سبتمبر 1909 - 10 يوليو 1988، لندن في المملكة المتحدة)؛ صحفي وروائي بريطاني.

## روابط خارجية
- نويل باربر على موقع IMDb (الإنجليزية)